# Novoveská kotlina
Novoveská kotlina je geomorfologickou částí Hornádského podolia.  Leží v jeho střední části, v údolí Hornádu v okolí města Spišská Nová Ves v stejnojmenném okrese. 

## Polohopis
Kotlina se nachází ve střední části Hornádské kotliny, v centrální části podcelku Hornádske podolie. Téměř celou její rozlohu zabírá obec Smižany a město Spišská Nová Ves, situované na obou březích řeky Hornád. Východní, jižní i západní okraj plynule přechází do vlastního Hornádského podolia, severně sousedí podcelek Medvedie chrbty. 
Ze západu na východ protéká řeka Hornád, která zde přibírá několik menších vodních toků, mezi nimiž je Holubnica, Brusník či Hlinica. 

## Doprava
Spišská Nová Ves je důležitým regionálním centrem a dopravní křižovatkou. Městem sice nevedou dálnice ani silnice I. třídy, ale křižuje se zde významná silnice II / 536 ( Spišský Štvrtok - Spišské Vlachy ), zkracující cestu do Košic, se silnicí II / 533 z Levoče do Rožňavy. Oběma sídly vede rovinatým územím kotliny i významná železniční trať Žilina - Košice, na kterou se v Spišské Nové Vsi připojuje lokální trať do Levoče. 

## Turismus
Tato část Hornádské kotliny patří mezi turisticky atraktivní zejména díky sousednímu Národnímu parku Slovenský ráj. Jeho ochranné pásmo zasahuje do jihozápadní části Novoveská kotliny. Spišská Nová Ves i Smižany tak tvoří zázemí pro návštěvníky zajímavých lokalit ve východní části Slovenského ráje. Na severním okraji kotliny leží zvlášť chráněná přírodní rezervace Čintky a Modrý vrch. Historické památky nabízí také centrum města Spišská Nová Ves.

### Turistické trasy
- po  červené trase ze Spišské Nové Vsi přes Modrý vrch a letohrádek Sanssouci na Šibeň (627 m n. m.)
- po  modré trase:
  - ze Smižan do Prielomu Hornádu
  - ze Smižan do Iliašoviec
  - z rozcestí Teplička nad Hornádom do sedla Grajnár (1023 m n. m.)
- po  zelené trase:
  - ze Spišské Nové Vsi do Novoveské Huty
  - z rozcestí Teplička nad Hornádom do obce Závadka
- po  žluté značce:
  - ze Smižan na Tomášovský výhled
  - ze Spišské Nové Vsi do sedla Medvědí hlava
  - ze Spišské Nové Vsi, Pod Tarčou do rozcestí Pod Medveďou hlavou [2]